# Munții Anti-Atlas

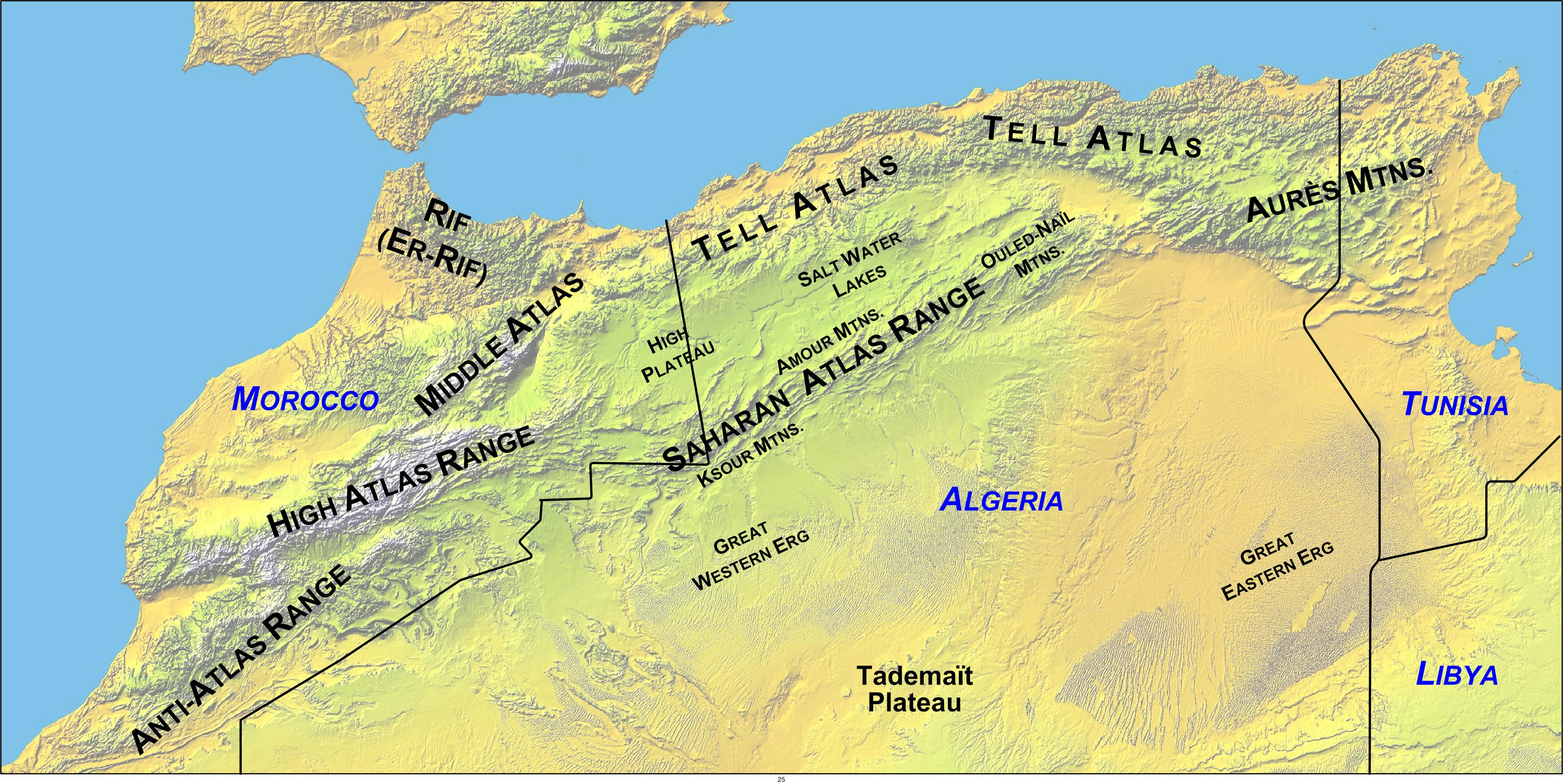
Poziția Munților Anti-Atlas

Munții Anti-Atlas (în arabă الأطلس الصغير) sau Micul Atlas reprezintă un lanț muntos situat în nord-vestul Africii în Maroc – parte al Munților Atlas.